# Еврейская песня (Глинка)
«Еврейская песня» — романс М. И. Глинки на стихотворение Н. В. Кукольника. Входит в цикл «Прощание с Петербургом», созданный в 1840 году; использована также в музыке к трагедии Кукольника «Князь Холмский».

## История
Тема «Еврейской песни» вынашивалась композитором на протяжении нескольких лет. Изначально она возникла в 1833 году в Берлине: Глинка написал её в качестве вокализа для своей ученицы Марии, которой был в ту пору увлечён. Сам Глинка так вспоминает об этом в своих «Записках»: «Она [Мария] была несколько израильского происхождения; высокого росту, но ещё не сложилась, лицом же очень красива и походила несколько на мадонну. <…> Я начал учить её пению, написал ей этюды (из одной из них впоследствии аранжировал „Еврейскую песню“ для драмы Кукольника „Князь Холмский“), почти ежедневно видел Марию и нечувствительно почувствовал к ней склонность, которую, кажется, и она разделяла».
В 1840 году Глинка создал вокальный цикл «Прощание с Петербургом». В него вошли двенадцать романсов на слова Кукольника, объединённые общей темой скитаний и дальних стран и зачастую отмеченные ярким национальным колоритом: в них возникают образы Италии, Испании, России, Востока. В основу одного из романсов, получившего название «Еврейская песня», легла ранее написанная для Марии тема. Многие из романсов цикла имеют посвящения; «Еврейская песня» посвящена писателю П. П. Каменскому.
В том же 1840 году, ставшем исключительно плодотворным для Глинки, он работал над музыкой к трагедии Кукольника «Князь Холмский». Одним из персонажей трагедии, действие которой происходит в XV веке, является еврейская девушка Рахиль, влюблённая в знатного рыцаря. Её образ развил именно Глинка: у Кукольника он намечен скупо. Во втором действии трагедии Рахиль, погружённая в раздумья, поёт песню о судьбах еврейского народа. Это всё та же «Еврейская песня»: ничего не изменив ни в музыке, ни в тексте, Глинка перенёс её в музыку к трагедии.

## Общая характеристика
С горных стран

Пал туман

На долины

И покрыл

Ряд могил

Палестины.

Прах отцов

Ждет веков

Обновленья.

Ночи тень

Сменит день

Возвращенья!
В основу песни легло стихотворение Нестора Кукольника, написанное по мотивам знаменитых «Еврейских мелодий» Байрона. Мелодия звучит сурово и строго, в маршевом ритме. Ц. А. Кюи, называя её «одним из лучших вдохновений Глинки», пишет, что она «отличается выразительностью мелодических фраз, силою и типичностью оригинальной гармонизации и вместе с тем замечательною простотою». Автор слов, Кукольник, в свою очередь писал в «Художественной газете» 1840 года (№ 17): «„Еврейская песня“ из „Холмского“ поразит каждого колоритом, энергией, правдой звуков, а знатока и гармоническими достоинствами».
Большинство исследователей творчества Глинки отмечает, что еврейский и, в более широком плане, восточный музыкальный колорит присутствует в «Еврейской песне» лишь весьма условно. Так, В. А. Васина-Гроссман считает её «не столько национально-жанровой, сколько психологической характеристикой» героини трагедии Кукольника. «Восточность» выражается лишь в применении старинных ладов, широком использовании побочных ступеней и мелодическом рисунке с пунктирным ритмом.
Однако другие авторы видят в «Еврейской песне» несомненно восточные черты. Так, Ц. Кюи, замечая, что у Глинки «почти нет восточных романсов», называет единственным исключением «Еврейскую песню», представляющую собой «один из видов восточной музыки». Находят в ней и более специфически еврейские (в том числе хасидские) элементы, отражающие манеру пения в синагогах и клезмерской музыке.
Возможно, синтезом этих мнений можно считать слова Г. А. Лароша, писавшего о музыке к «Князю Холмскому»: «И здесь одна из наиболее русских мелодий — превосходная еврейская песня: С горных стран пал туман. Которою в то же время справедливо восхищаются как глубоким выражением еврейской народности».

## Значение и влияние
По словам С. М. Слонимского, «„Еврейская песня“ — первый яркий и правдивый образ еврейского народа в европейской музыке». Её оригинальный тематизм оказал влияние на традиции изображения древнего Востока в русской музыке. Кроме того, после Глинки русские композиторы стали обращаться и к собственно еврейской теме. В их числе были Балакирев, Римский-Корсаков, Рубинштейн, Танеев, Прокофьев, Шостакович и, в первую очередь, Мусоргский, создавший романс «Еврейская песня» (на стихи Л. Мея), кантаты «Царь Саул» и «Иисус Навин» на собственные тексты, «Поражение Сеннахериба» на слова Байрона и фортепианную зарисовку «Samuel Goldenberg und Schmuÿle» (известную под названием «Два еврея, богатый и бедный») из цикла «Картинки с выставки».

## Исполнители
Известно, что сам Глинка, обладавший хорошим голосом, нередко пел собственные романсы. Входила в его репертуар и «Еврейская песня».
Несмотря на то, что по сюжету трагедии «Князь Холмский» «Еврейская песня» предназначалась для женского голоса (контральто), впоследствии она перешла в «мужской» репертуар, в соответствии с характером цикла «Прощание с Петербургом», в составе которого она впервые была опубликована. Впоследствии песня неоднократно переиздавалась и, судя по всему, пользовалась популярностью. Так, например, она входила в репертуар Фёдора Шаляпина.
Первую аудиозапись осуществил в 1913 году русско-американский тенор Владимир Розинг. Затем песня на долгое время исчезла из репертуара вокалистов — возможно, по идеологическим причинам (по словам Я. Г. Немцова, её текст звучит как сионистский призыв).
Лишь в середине 1950-х годов тенор Г. М. Нэлепп, солист Большого театра, сделал запись песни в рамках исполнения всего цикла «Прощание с Петербургом». Позднее, в 1973 году, все двенадцать романсов цикла записал и латышский тенор Карлис Зариньш. В числе исполнителей «Еврейской песни» был также болгарский бас Борис Христов.

## Комментарии
1. ↑  О. Е. Левашёва, специалист по творчеству Глинки, указывает именно такую последовательность использования Глинкой темы. Однако в большинстве источников излагается версия, согласно которой «Еврейская песня» была создана для трагедии «Князь Холмский»[4][7], а уже затем включена в цикл (хоть и до премьеры спектакля)[8].